# Bjäsätter

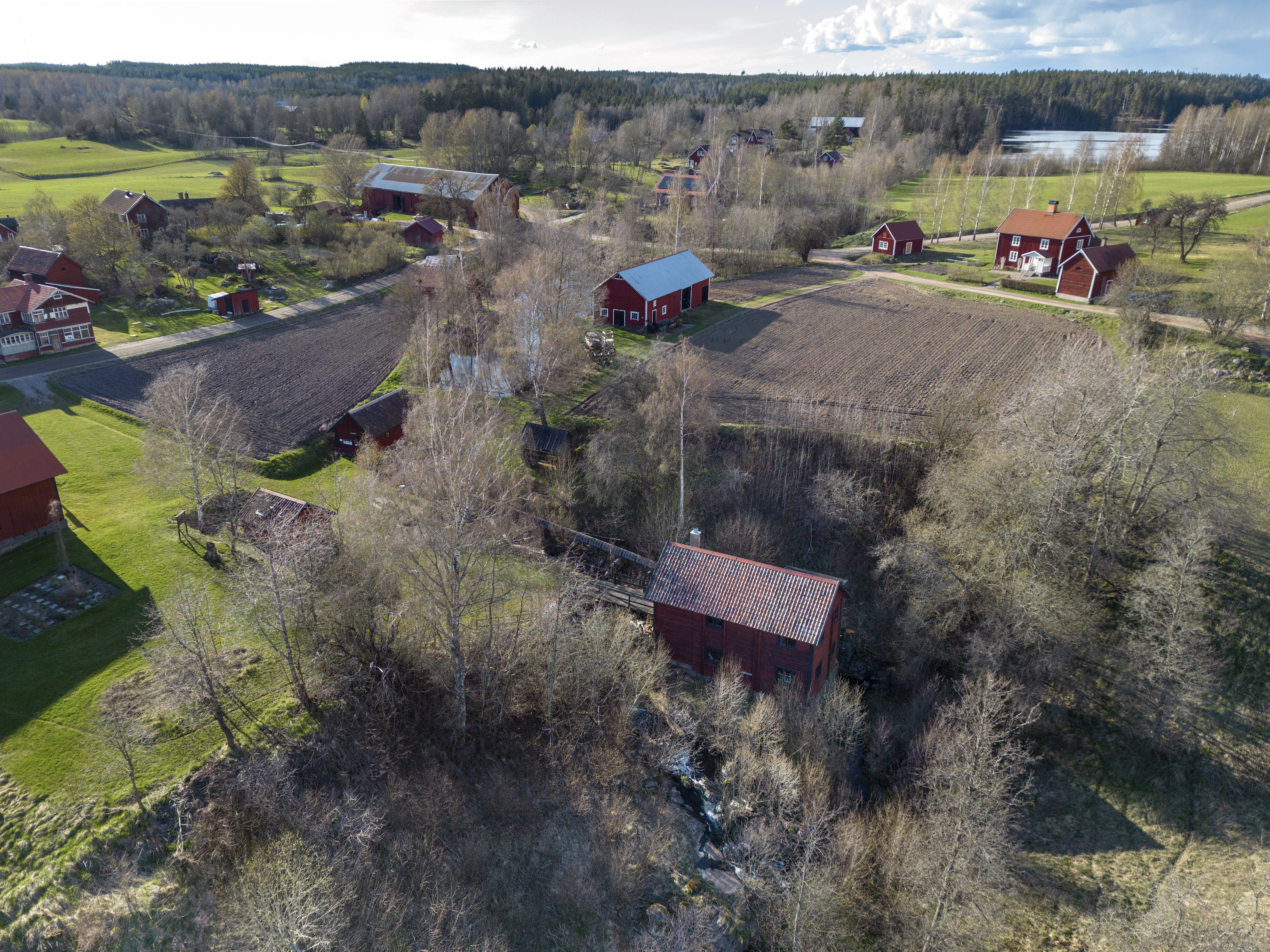
Bjäsätter 2023

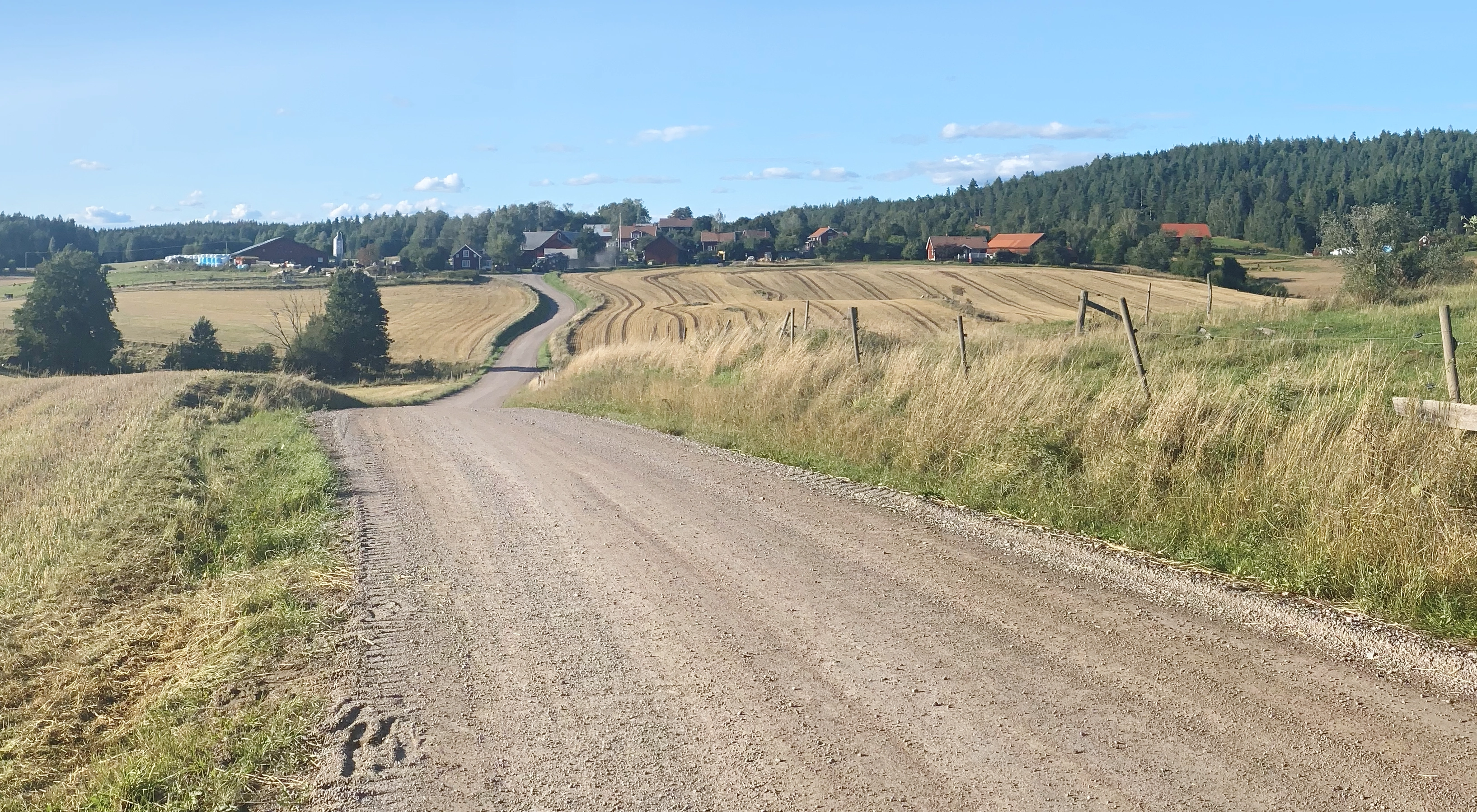
Bjäsätter.

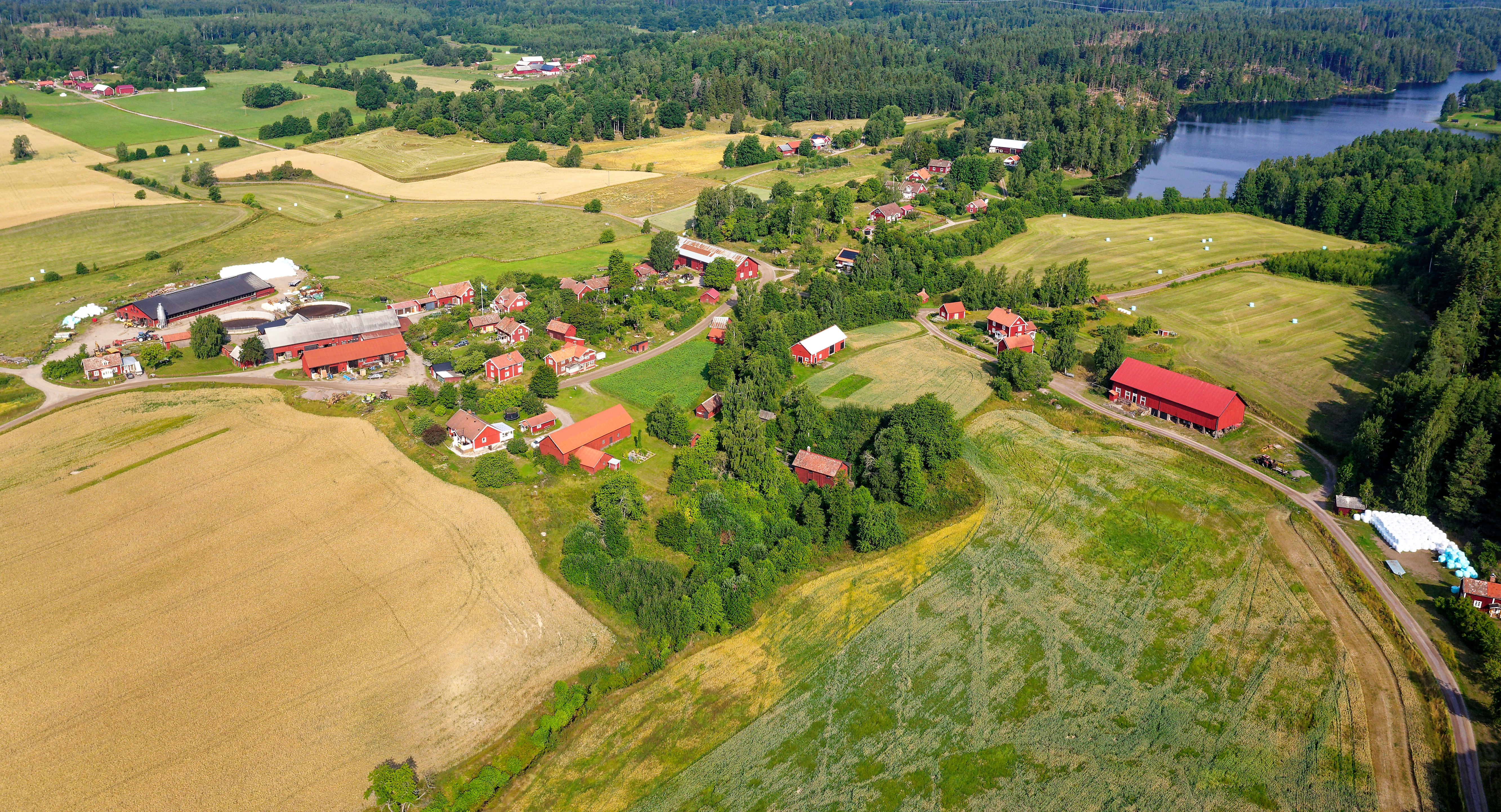
Bjäsäter, juli 2022

Bjäsätter, även benämnd Bjäsäter, är en liten by norr om Linköping, Stjärnorps socken, Östergötland med cirka 30 invånare. Byn präglas av jordbruk.
Byn genomgick storskifte 1825 och laga skifte 1835 och 1852.
I byn finns en fungerande vattendriven turbinkvarn som årligen används för att mala mjöl. Vid kvarnen finns även en smedja, ett kvarnstall, ett lantbruksmuseum och en örtagård. 

## Bildgalleri

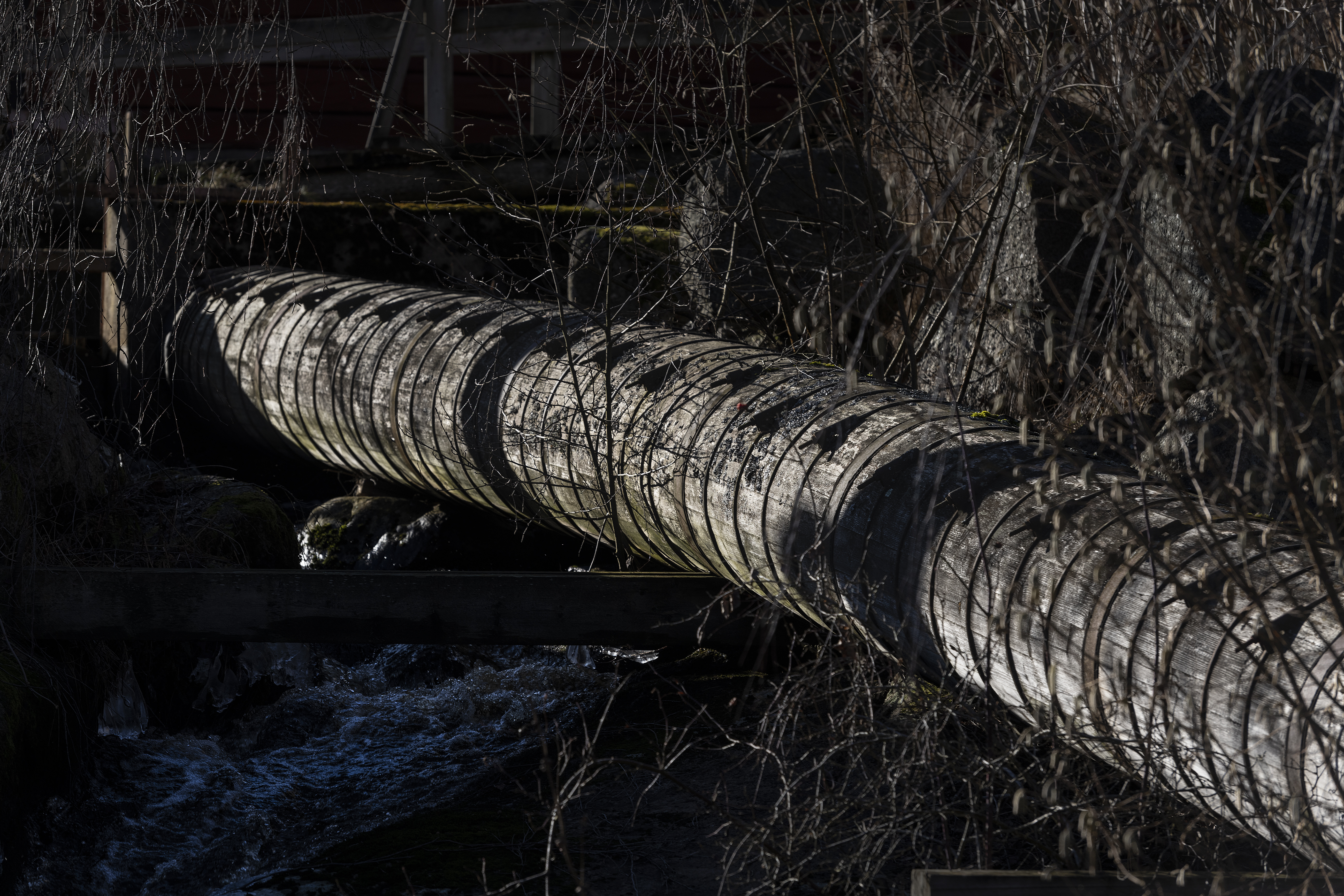
Vattenledning till byns fungerande vattendrivna kvarn.
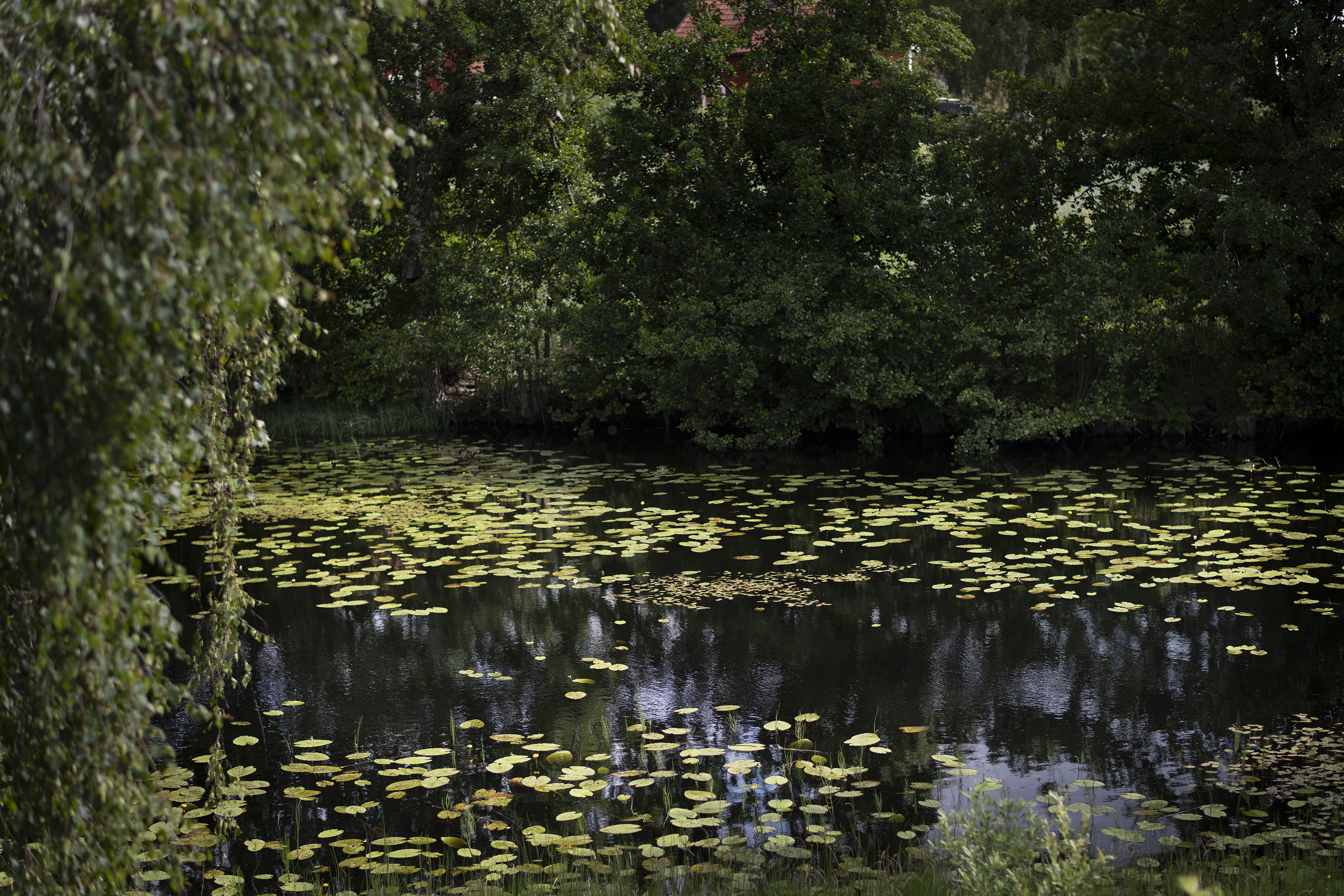
Kvarndammen.
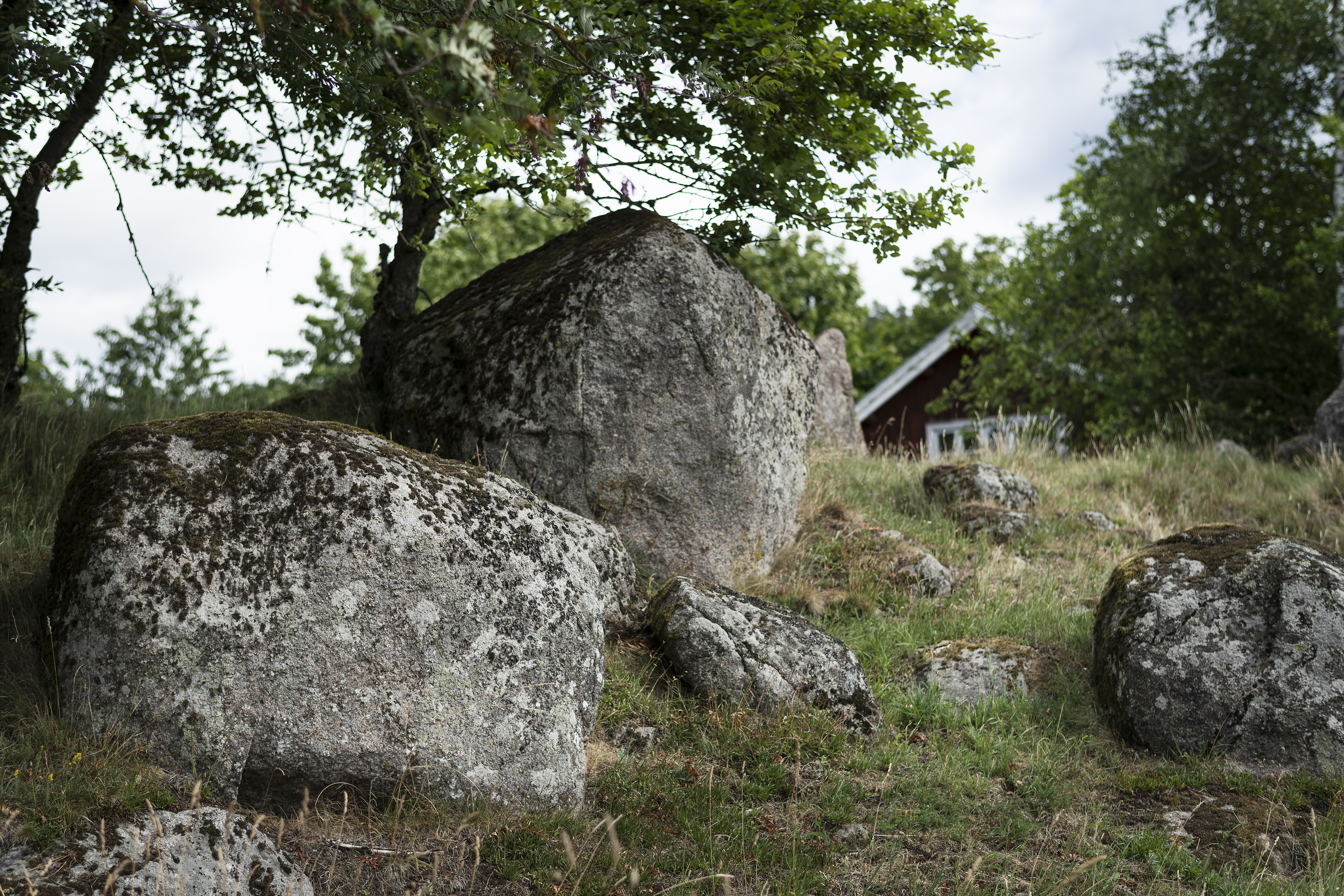
Stenig betesmark i byn 2023.
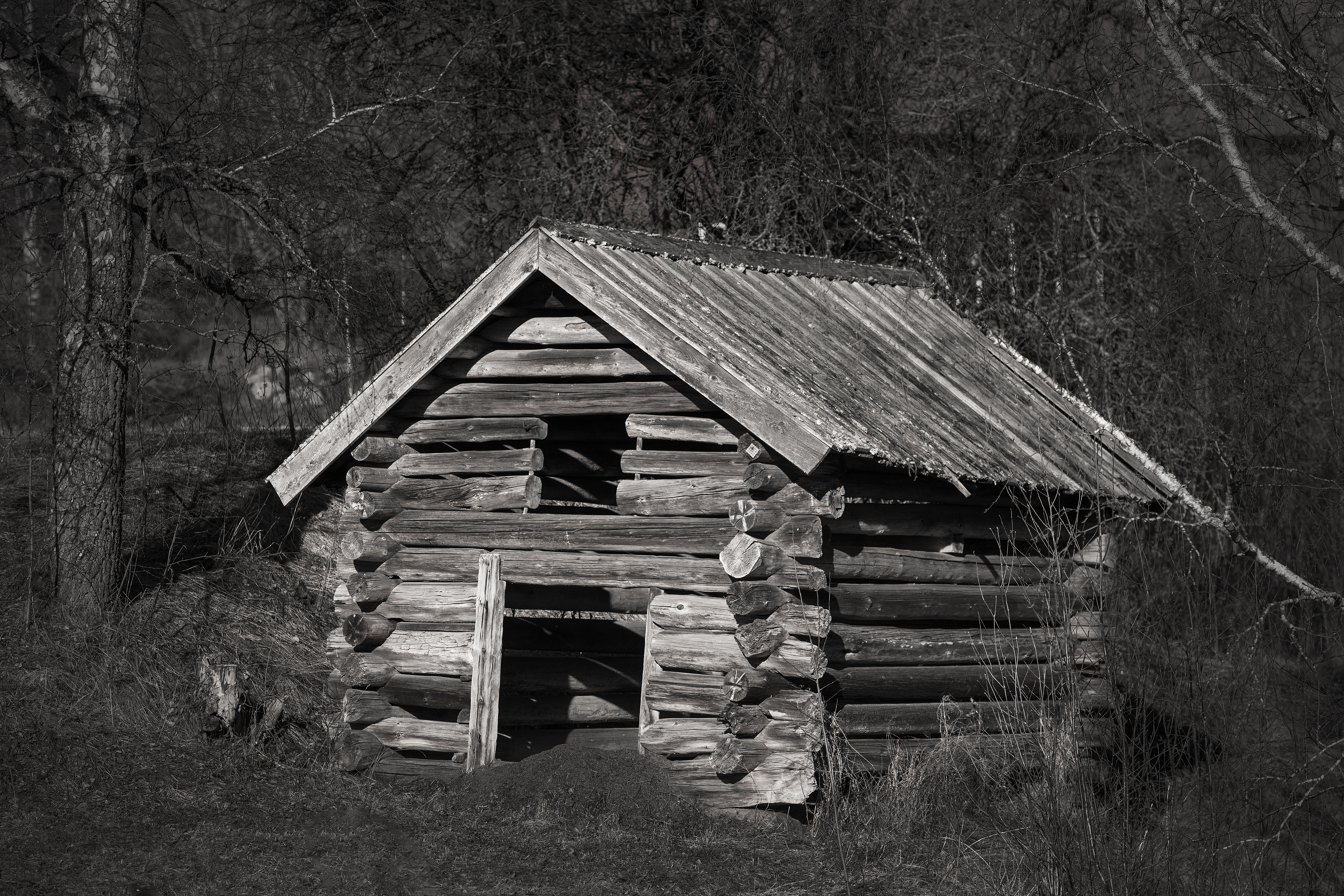
Knuttimrat uthus.